# Liste der Kathedralen und Basiliken in den BeNeLux-Ländern
Eine Kathedrale ist eine Kirche mit Bischofssitz. Sie ist die Hauptkirche eines Bistums (kirchlicher Verwaltungsbezirk).
Eine Basilica minor ist ein Ehrentitel, den der Papst einer bedeutenden katholischen Kirche unabhängig von ihrem Baustil verleiht. Die Erhebung zur Basilika soll die Bedeutung für die Region hervorheben und die Verbindung zum Bischof von Rom (Papst) stärken. Dafür wird das zeitlich aktuelle päpstliche Wappen, in der Regel über dem Portal, an der Basilika angebracht. Zurzeit tragen etwa 1900 Kirchen den Titel Basilica minor, ein Drittel davon befindet sich in Italien.

## Niederlande

### Kathedralen

#### Römisch-katholisch
| Stadt            | Kathedrale                                 | Region        | Bistum               | Baudaten        | Bild |
| ---------------- | ------------------------------------------ | ------------- | -------------------- | --------------- | ---- |
| Breda            | St.-Antonius-Kathedrale                    | Noord-Brabant | Breda                | ab 1835         |      |
| Groningen        | St.-Josef-Kathedrale                       | Groningen     | Groningen-Leeuwarden | ab 1886         |      |
| Haarlem          | St.-Bavo-Kathedrale                        | Noord-Holland | Haarlem              | 1895–1930       |      |
| Roermond         | Kathedraal Sint Christoffel                | Limburg       | Roermond             | 1410–16. Jahrh. |      |
| Rotterdam        | Kathedrale von Rotterdam                   | Zuid-Holland  | Rotterdam            | 1906–1908       |      |
| ’s-Hertogenbosch | St.-Johannes-Kathedrale                    | Noord-Brabant | ’s-Hertogenbosch     | 1220–1530       |      |
| Utrecht          | St.-Katharinen-Kathedrale                  | Utrecht       | Utrecht              | 1468–1560       |      |
| Willemstad       | Kathedrale Königin vom heiligen Rosenkranz | Curaçao       | Willemstad           | 1870            |      |

#### Ehemalige römisch-katholische Kathedralen
| Stadt      | Kathedrale                 | Region        | Bistum     | Daten     | Links |
| ---------- | -------------------------- | ------------- | ---------- | --------- | ----- |
| Utrecht    | Sint Martinus              | Utrecht       | Utrecht    | 695–1580  |       |
| Middelburg | Sint Pieterskerk           | Zeeland       | Middelburg | 1561–1574 |       |
| Haarlem    | Große oder St.-Bavo-Kirche | Noord-Holland | Haarlem    | 1559–1578 |       |
| Groningen  | Martinikerk                | Groningen     | Groningen  | 1559–1594 |       |
| Leeuwarden | St. Vitus                  | Friesland     | Leeuwarden | 1570–1578 |       |
| Deventer   | Lebuïnuskerk               | Overijssel    | Deventer   | 1559–1580 |       |

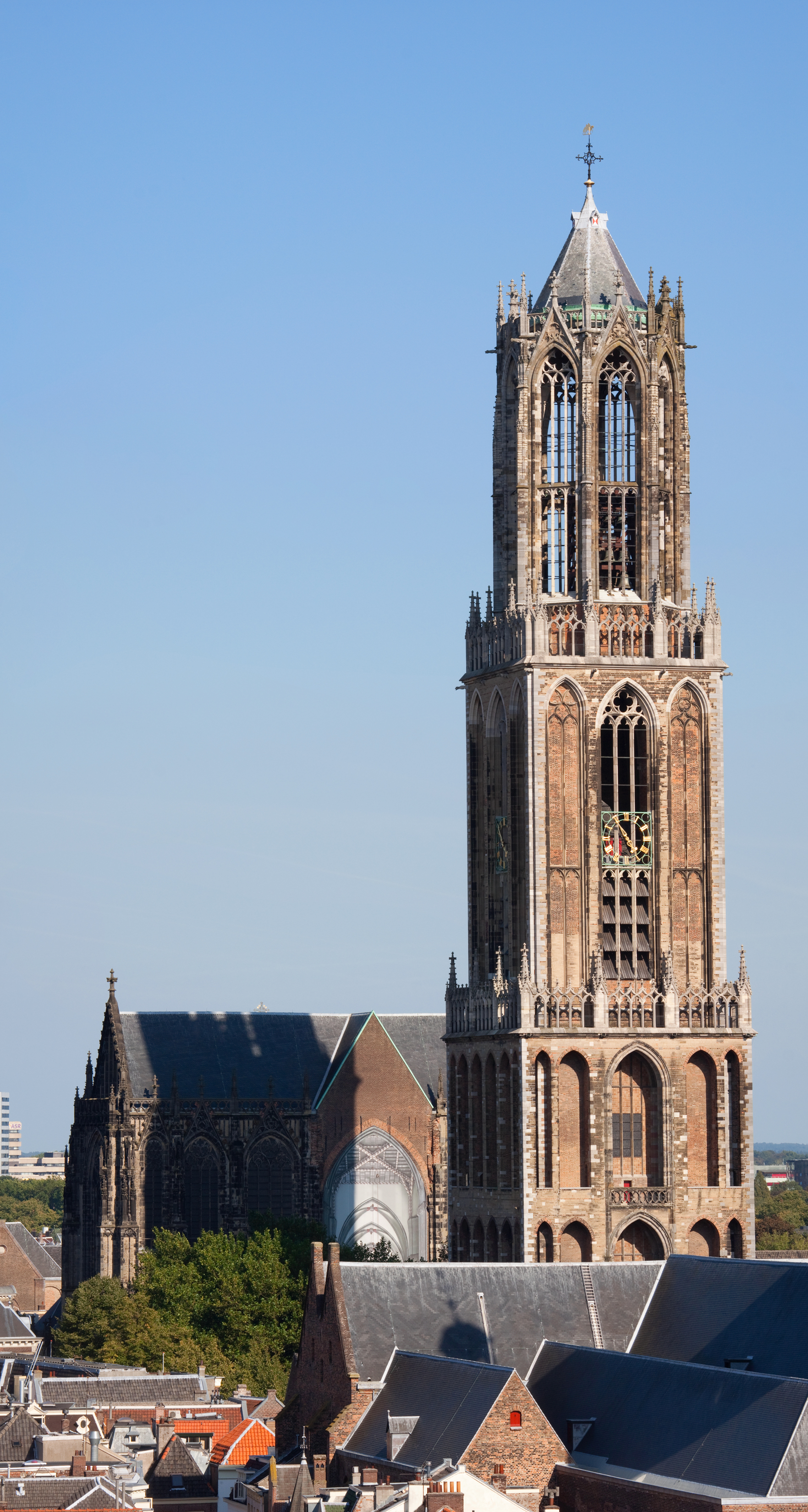
Sint Martinus zu Utrecht
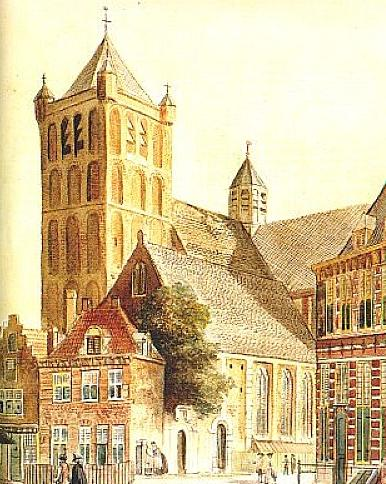
Ehemalige Sint Pieterskerk zu Middelburg
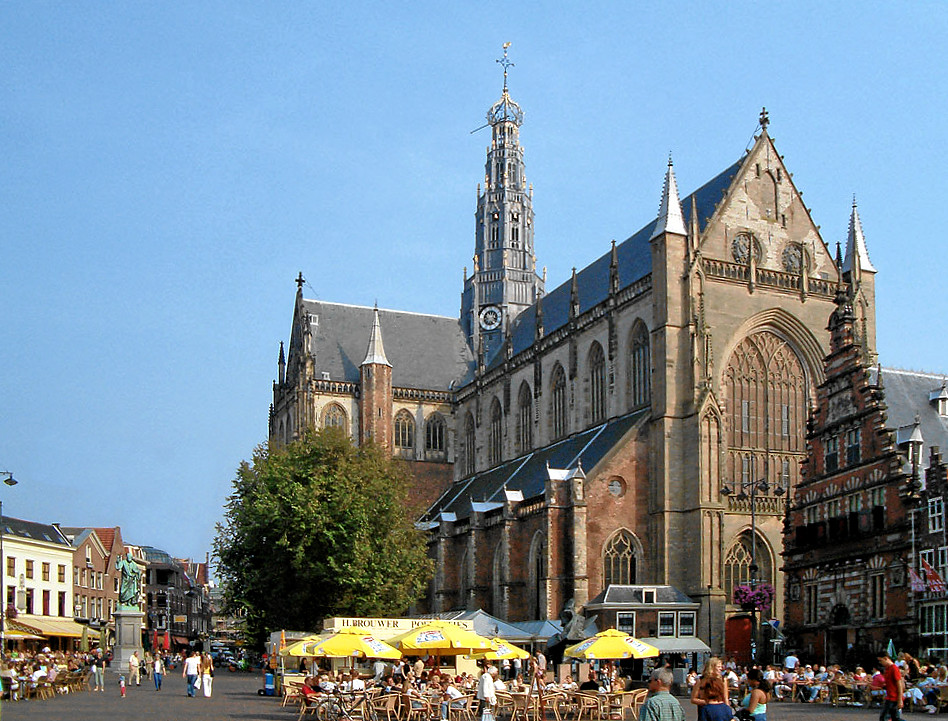
Grote Kerk zu Haarlem
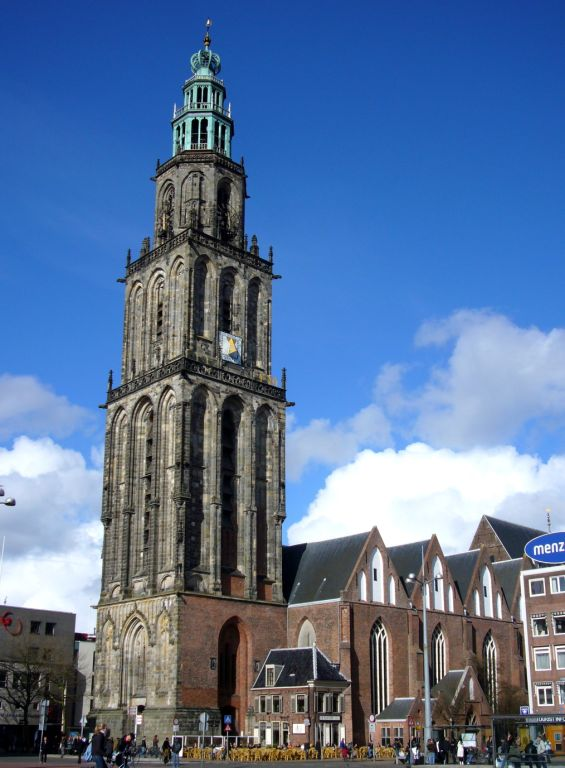
Martinikerk zu Groningen
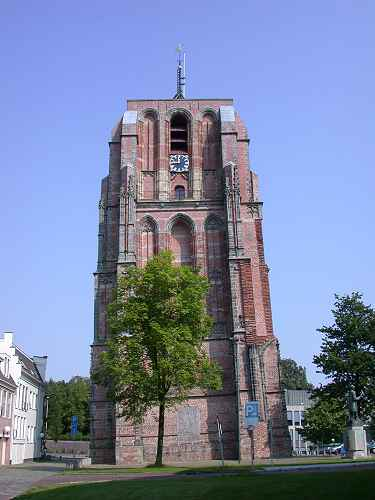
Turm der ehemaligen St. Vitus-Kirche zu Leeuwarden
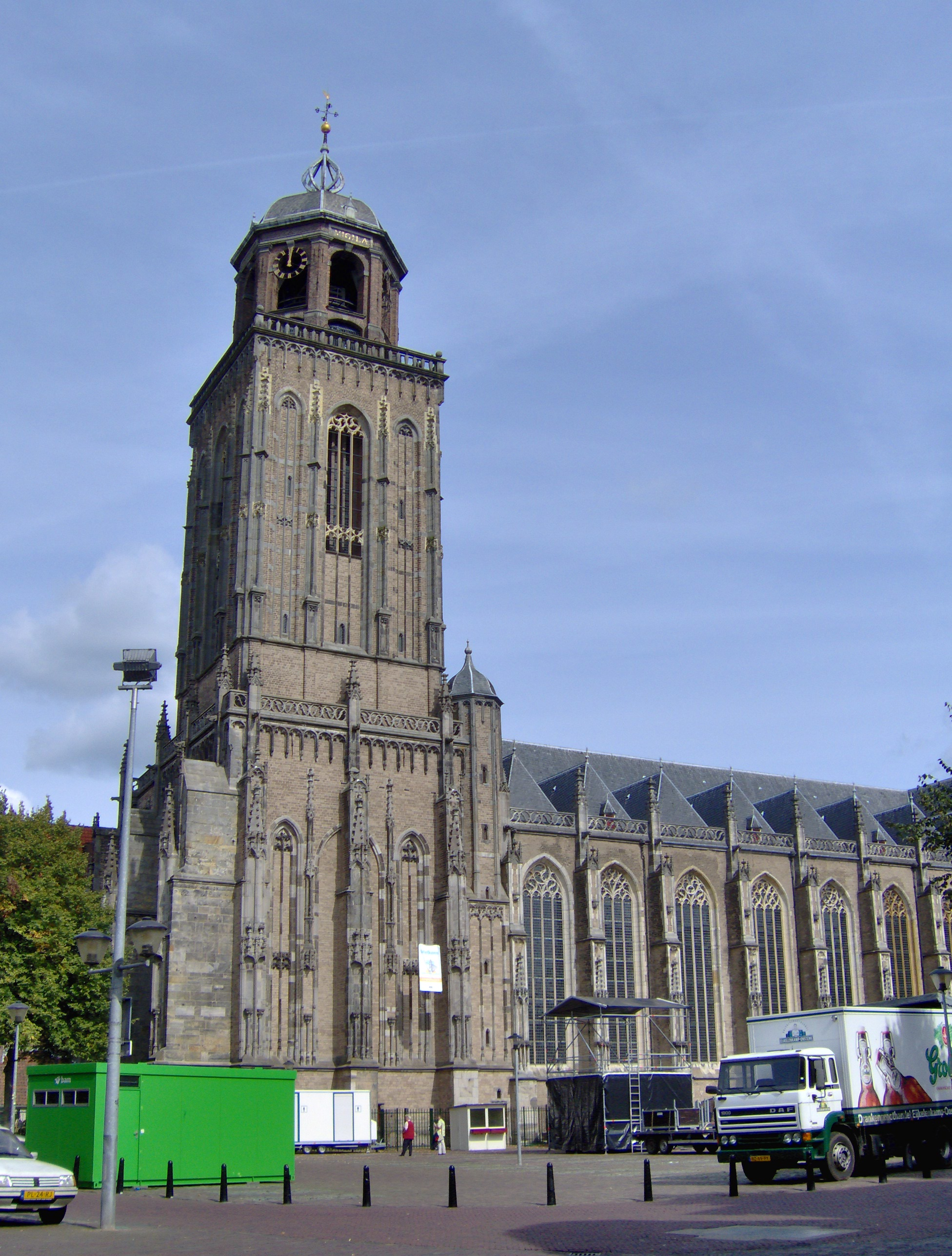
Lebuïnuskirche zu Deventer

#### Altkatholisch
| Stadt   | Kathedrale                     | Region        | Bistum  | Bauzeit   | Links |
| ------- | ------------------------------ | ------------- | ------- | --------- | ----- |
| Haarlem | Kathedraal H. Anna en H. Maria | Noord-Holland | Haarlem | 1938      |       |
| Utrecht | Kathedraal St. Gertrudis       | Utrecht       | Utrecht | 1912–1914 |       |

### Basiliken
| Stadt                 | Basilika                                                    | Erhebung | Bistum           | Region        | Bild |
| --------------------- | ----------------------------------------------------------- | -------- | ---------------- | ------------- | ---- |
| Almelo                | Basilika St. Georg                                          | 2009     | Utrecht          | Overijssel    |      |
| Amsterdam             | Basilika St. Nikolaus                                       | 2012     | Haarlem          | Noord-Holland |      |
| Bolsward              | St.-Franziskus-Basilika                                     | 2016     | Groningen        | Friesland     |      |
| Boxmeer               | St.-Petrus-Basilika                                         | 1999     | ’s-Hertogenbosch | Noord-Brabant |      |
| Groenlo               | St.-Calixtus-Basilika                                       | 2014     | Roermond         | Gelderland    |      |
| Echt-Susteren         | St.-Amalberga-Basilika                                      | 2007     | Roermond         | Limburg       |      |
| Haarlem               | St.-Bavo-Kathedrale                                         | 1948     | Haarlem          | Noord-Holland |      |
| Hengelo               | Lambertusbasilika                                           | 1997     | Utrecht          | Overijssel    |      |
| Hulst                 | Willibrordbasilika                                          | 1935     | Breda            | Zeeland       |      |
| IJsselstein           | St.-Nikolaus-Basilika                                       | 1972     | Utrecht          | Overijssel    |      |
| Laren                 | Johannesbasilika (Laren)                                    | 1937     | Haarlem          | Noord-Holland |      |
| Maastricht            | Liebfrauenbasilika                                          | 1932     | Roermond         | Limburg       |      |
| Maastricht            | Sint Servaas                                                | 1985     | Roermond         | Limburg       |      |
| Meerssen              | Basilika zum Heiligen Sakrament                             | 1938     | Roermond         | Limburg       |      |
| Oirschot              | Petruskerk                                                  | 2013     | ’s-Hertogenbosch | Noord-Brabant |      |
| Oldenzaal             | St.-Plechelmus-Basilika                                     | 1950     | Utrecht          | Overijssel    |      |
| Oosterhout            | Basilika Johannes der Täufer                                | 1977     | Breda            | Noord-Brabant |      |
| Oudenbosch            | Basilika St. Agatha und Barbara                             | 1912     | Breda            | Noord-Brabant |      |
| Raalte                | Kreuzerhöhungsbasilika                                      | 1992     | Utrecht          | Overijssel    |      |
| Schiedam              | Basilika St. Liduina und unserer Lieben Frau vom Rosenkranz | 1990     | Rotterdam        | Zuid-Holland  |      |
| ’s-Hertogenbosch      | St.-Johannes-Kathedrale                                     | 1929     | ’s-Hertogenbosch | Noord-Brabant |      |
| Sint Odiliënberg      | H. Wiro, H. Plechelmus en H. Otgerus                        | 1957     | Roermond         | Limburg       |      |
| Sittard               | Basilika Unserer Lieben Frau vom Heiligen Herzen            | 1883     | Roermond         | Limburg       |      |
| Tubbergen             | St. Pancratius                                              | 2000     | Utrecht          | Overijssel    |      |
| Venlo                 | Martinikerk                                                 | 2018     | Roermond         | Limburg       |      |
| Willemstad (Antillen) | Santa Ana                                                   | 1974     | Willemstad       | Curaçao       |      |
| Zwolle                | Liebfrauenbasilika                                          | 1999     | Utrecht          | Overijssel    |      |

#### Ehemalige Basiliken
| Stadt   | Basilika             | Erhebung | Bistum  | Region     | Bild | Links              |
| ------- | -------------------- | -------- | ------- | ---------- | ---- | ------------------ |
| Arnheim | St.-Walburgis-Kirche | 1964     | Utrecht | Gelderland |      | 2013 säkularisiert |

## Belgien

### Kathedralen

#### Römisch-katholisch
| Stadt     | Kathedrale                                                | Region                    | Bistum           | Baudaten                         | Bild |
| --------- | --------------------------------------------------------- | ------------------------- | ---------------- | -------------------------------- | ---- |
| Antwerpen | Grote Kerk/Kathedraal Onze Lieve Vrouwe                   | Antwerpen                 | Antwerpen        | Grundsteinlegung 1352            |      |
| Brügge    | Kathedraal Sint Salvator, Sint Donaas en Onze-Lieve-Vrouw | Westflandern              | Brügge           | Grundsteinlegung 10. Jahrhundert |      |
| Brüssel   | Kathedrale St. Michael und St. Gudula                     | Region Brüssel-Hauptstadt | Mechelen-Brüssel | 1226–15. Jahrhundert             |      |
| Gent      | St.-Bavo-Kathedrale                                       | Ostflandern               | Gent             | Einweihung 942                   |      |
| Hasselt   | Kathedraal St. Quintinus                                  | Limburg                   | Hasselt          | Bau ab 1406                      |      |
| Lüttich   | Cathédrale St. Paul                                       | Lüttich                   | Lüttich          | Gründung 10. Jahrhundert         |      |
| Mechelen  | Kathedraal Sint Rombout                                   | Antwerpen                 | Mechelen-Brüssel | Grundsteinlegung nach 1200       |      |
| Namur     | Cathédrale St. Aubain                                     | Namur                     | Namur            | Grundsteinlegung 1559            |      |
| Tournai   | Cathédrale Notre-Dame de Tournai                          | Hainaut                   | Tournai          | Grundsteinlegung 1110            |      |

#### Ehemalige katholische Kathedralen
| Stadt         | Kathedrale                         | Region       | Bistum  | Daten           | Bild |
| ------------- | ---------------------------------- | ------------ | ------- | --------------- | ---- |
| Ieper/Ypern   | St. Martin                         | Westflandern | Ypern   |                 |      |
| Lüttich/Liège | Lambertuskathedrale Lüttich        | Lüttich      | Lüttich | Zerfall ab 1794 |      |
| Malmedy       | St. Pierre, St. Paul et St. Quirin | Lüttich      | Lüttich |                 |      |

### Basiliken
| Stadt                       | Basilika                                                    | Erhebung | Bistum           | Region                    | Bild |
| --------------------------- | ----------------------------------------------------------- | -------- | ---------------- | ------------------------- | ---- |
| Antwerpen-Berchem           | Herz-Jesu-Basilika                                          | 1878     | Antwerpen        | Antwerpen                 |      |
| Aubel                       | Zisterzienserkloster Notre-Dame du Val-Dieu                 | 1946     | Lüttich          | Lüttich                   |      |
| Beauraing                   | Basilique Notre-Dame au Cœur d’Or                           | 2012     | Namur            | Namur                     |      |
| Brügge                      | Heilig-Blut-Basilika                                        | 1923     | Brügge           | Westflandern              |      |
| Brügge                      | Sint-Salvatorskathedraal                                    | 1921     | Brügge           | Westflandern              |      |
| Brügge                      | Abteikirche Zevenkerken                                     | 1952     | Brügge           | Region Brüssel-Hauptstadt |      |
| Brüssel-/Brussel-Koekelberg | Nationalbasilika des Heiligen Herzens                       | 1952     | Mechelen-Brüssel | Region Brüssel-Hauptstadt |      |
| Chaudfontaine               | Basilika Unserer Lieben Frau von Chèvremont                 | 1928     | Lüttich          | Lüttich                   |      |
| Chièvres                    | Basilika Unserer Lieben Frau von Tongre                     | 1951     | Tournai          | Hennegau                  |      |
| Dendermonde                 | Basilika St. Peter und Paul                                 | 1938     | Gent             | Ostflandern               |      |
| Edegem                      | Basilika Unserer Lieben Frau von Lourdes                    | 2008     | Antwerpen        | Antwerpen                 |      |
| Estinnes                    | Basilika Unserer Lieben Frau der Guten Hoffnung             | 1957     | Tournai          | Hennegau                  |      |
| Florenville                 | Basilika Unserer Lieben Frau von Orval                      | 1939     | Namur            | Luxemburg                 |      |
| Gent-Oostakker              | Basilika Unserer Lieben Frau von Lourdes                    | 1924     | Gent             | Ostflandern               |      |
| Grimbergen                  | Basilika St. Servatius                                      | 1998     | Mechelen-Brüssel | Flämisch-Brabant          |      |
| Halle                       | Basilika St. Martin                                         | 1946     | Mechelen-Brüssel | Flämisch-Brabant          |      |
| Hasselt                     | Basilika Virga Jesse                                        | 1998     | Hasselt          | Limburg                   |      |
| Lüttich                     | Basilika St. Martin                                         | 1886     | Lüttich          | Lüttich                   |      |
| Mechelen                    | Basilika Unserer Lieben Frau von Hanswijk                   | 1987     | Mechelen-Brüssel | Antwerpen                 |      |
| Moorslede                   | Liebfrauenbasilika                                          | 1882     | Brügge           | Westflandern              |      |
| Péruwelz                    | Basilika Unserer Lieben Frau von Bon-Secours                | 1910     | Tournai          | Hennegau                  |      |
| Ronse                       | Basilika St. Hermes                                         | 2018     | Gent             | Ostflandern               |      |
| Saint-Hubert                | Basilika Saint-Hubert                                       | 1927     | Namur            | Luxemburg                 |      |
| Scherpenheuvel              | Basilika Unserer Lieben Frau von Scherpenheuvel             | 1922     | Mechelen-Brüssel | Flämisch-Brabant          |      |
| Sint-Truiden/Kortenbos      | Basilika Mariä Himmelfahrt                                  | 1936     | Hasselt          | Limburg                   |      |
| Tongern                     | Liebfrauenbasilika                                          | 1930     | Hasselt          | Limburg                   |      |
| Vilvoorde                   | Basilika Maria Trost                                        | 2006     | Mechelen-Brüssel | Flämisch-Brabant          |      |
| Walcourt                    | Basilika St. Maternus                                       | 1950     | Tournai          | Namur                     |      |
| Wavre                       | Basilika Unserer Lieben Frau des Friedens und der Eintracht | 1999     | Mechelen-Brüssel | Wallonisch-Brabant        |      |

## Luxemburg

### Römisch-katholische Kathedralen
| Stadt     | Kathedrale                     | Bistum              | Baudaten                                   | Bemerkungen | Bild |
| --------- | ------------------------------ | ------------------- | ------------------------------------------ | ----------- | ---- |
| Luxemburg | Kathedrale unserer lieben Frau | Erzbistum Luxemburg | Grundsteinlegung 1613, Fertigstellung 1621 |             |      |

### Basiliken
| Stadt      | Basilika       | Bistum              | Baudaten                                    | Bemerkungen        | Bild |
| ---------- | -------------- | ------------------- | ------------------------------------------- | ------------------ | ---- |
| Echternach | St. Willibrord | Erzbistum Luxemburg | 1. Weihe 1031, 2. Weihe 1868, 3. Weihe 1953 | Basilika seit 1939 |      |